# Łaszczyzna
Łaszczyzna – część wsi Ostrów-Kania w Polsce, położona w województwie mazowieckim, w powiecie mińskim, w gminie Dębe Wielkie.
W latach 1975–1998 Łaszczyzna administracyjnie należała do województwa siedleckiego